# شهرستان یوانیانگ (یون‌نان)
شهرستان یوانیانگ (به انگلیسی: Yuanyang County) یک شهرستان در چین است که در ولایت خودمختار هونگهه هانی و یی واقع شده‌است. شهرستان یوانیانگ ۲٬۲۹۲ کیلومتر مربع مساحت و ۳۷۰٬۰۰۰ نفر جمعیت دارد.